# Phyllodes papuana
Phyllodes papuana är en fjärilsart som beskrevs av George Francis Hampson 1913. Phyllodes papuana ingår i släktet Phyllodes och familjen nattflyn. Inga underarter finns listade i Catalogue of Life.

## Bildgalleri

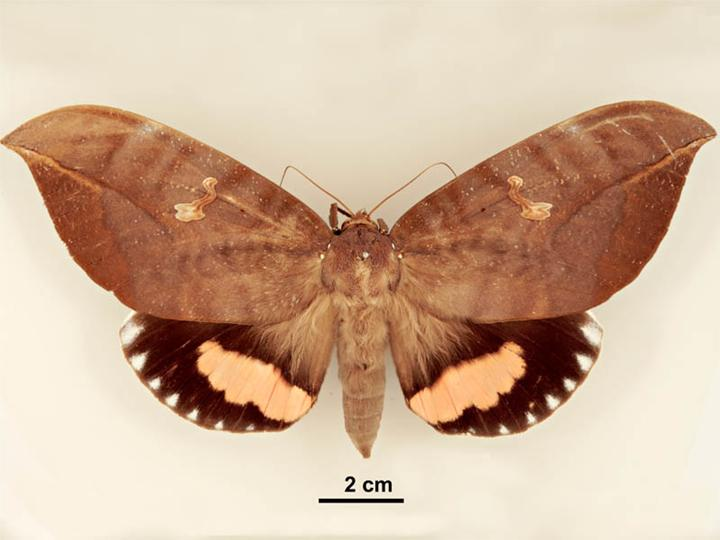
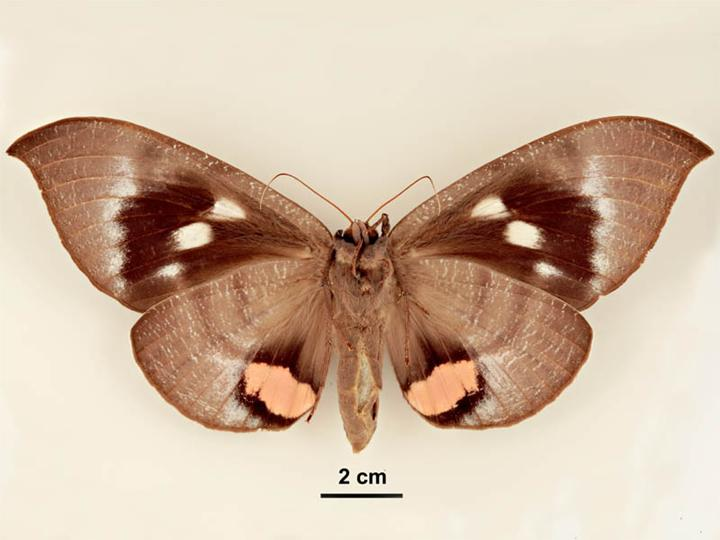
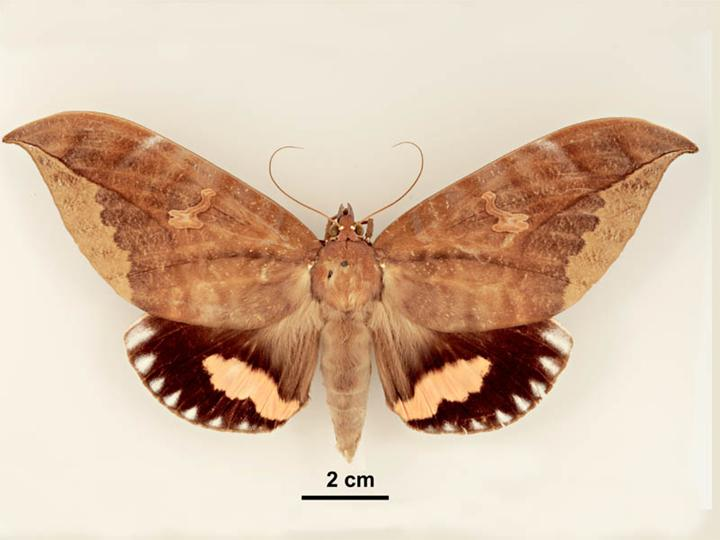
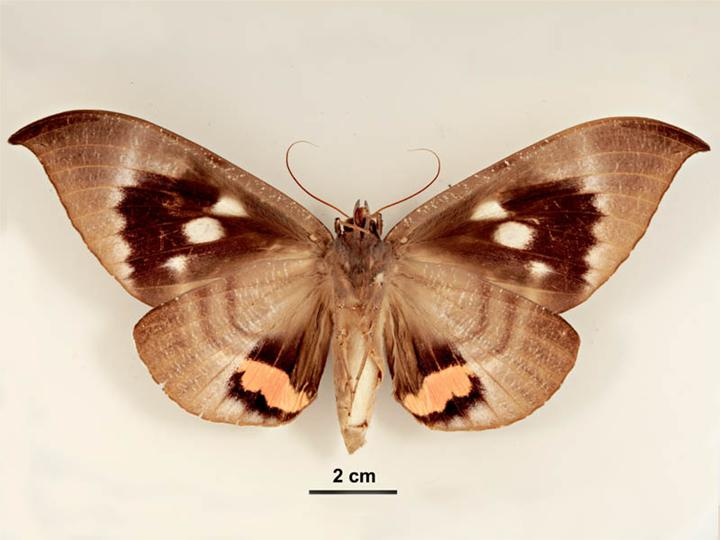